# Ato de Livre Escolha

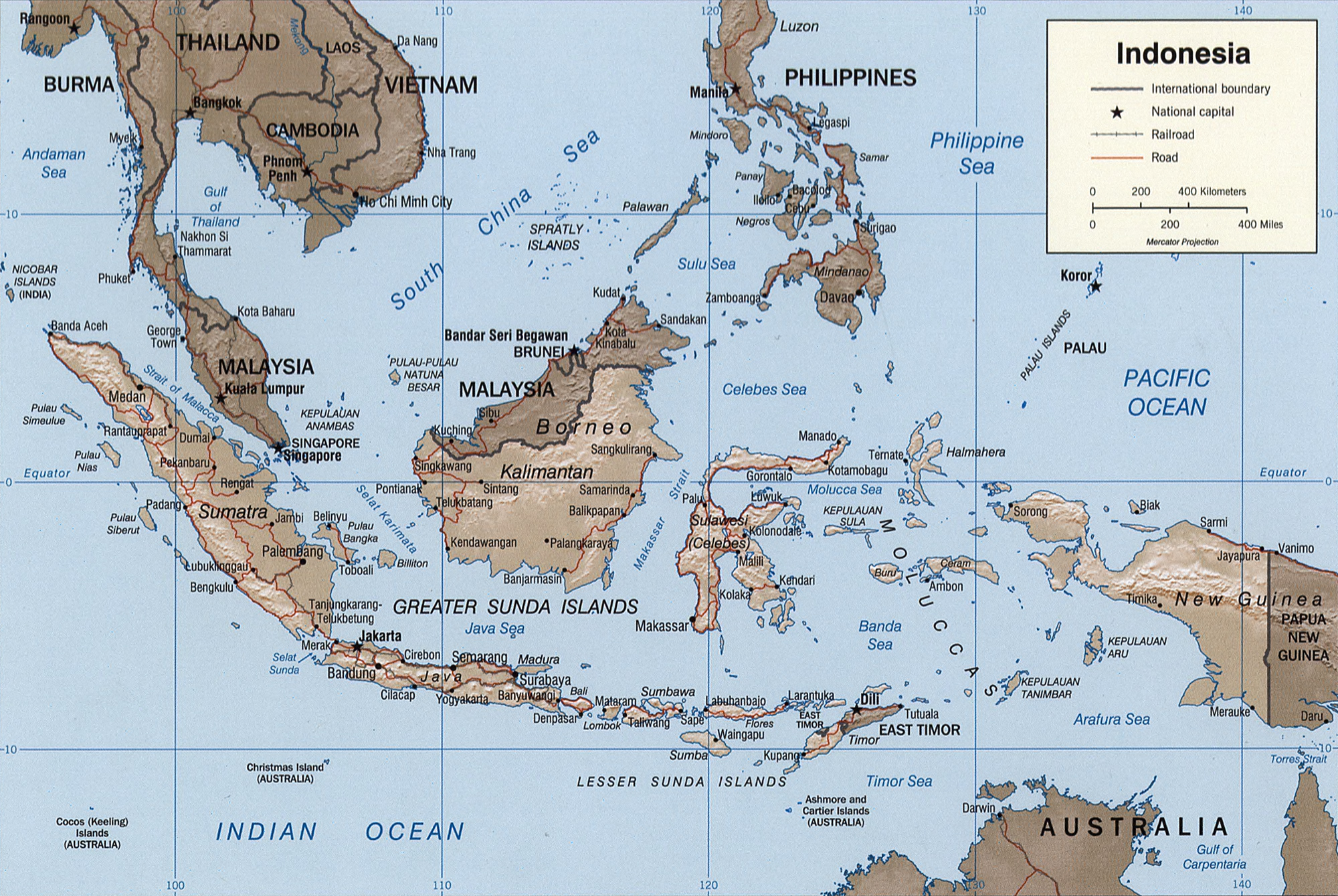
Mapa da Indonésia com a Nova Guiné Ocidental

O Ato de Livre Escolha (em indonésio: Penentuan Pendapat Rakyat, PEPERA, Determinação da opinião das pessoas) muitas vezes referido depreciativamente como "Ato sem escolha", foi uma eleição no dia 2 de agosto de 1969 em que 1025 pessoas selecionadas pela força militar da Indonésia na Nova Guiné Ocidental e votaram a favor do controlo indonésio sobre o território.
O evento foi reconhecido pelas Nações Unidas na assembleia geral resolução 2504 (XXIV) sem determinar se concordava com o Acordo de Nova York (Inglês) e sem determinar se foi um ato de "determinação-própria", como referido e descrevido na assembleia das Nações Unidas resoluções 1514 e 1541 (XV) respetivamente.

## Contexto
O referendo e a sua condução foram especificados no acordo de Nova York; Artigo 17 em que diz nessa parte:
"A Indonésia vai convidar o secretário-general para apontar um representante que " ... " vai fazer as responsabilidades de dar dicas do secretário-general, assistir, e participar em
ações em que é a responsabilidade da Indonésia pelo ato de livre escolha. O secretário-general vai, no momento mais apropriado, apontar o representante das Nações Unidas em ordem que ele e os seus ajudantes podem assumir os seus deveres no território um ano antes da determinação-própria.”…” O representante das Nações Unidas e os seus ajudantes terão a mesma liberdade de movimento como dado aos funcionários referidos no Artigo XVI”.
O Acordo continua com o Artigo 18:

Artigo XVIII
A Indonésia vai fazer preparações, com a assistência e participação do representante das nações unidas e os seus ajudantes, para dar às pessoas do território, a oportunidade de exercer liberdade de escolha. Esses quais preparativos vão incluir: 
a. Consultação (musyawarah) com os concelhos representativos em procedimentos e métodos para serem seguidos para verificar a vontade da população livremente expressa.
b. A determinação da data do exercício de livre escolha incluído no período estabelecido pelo acordo presente.
c. Formulações das perguntas de certa maneira para permitir os habitantes decidir se (a) se querem ficar na Indonésia; ou (b) se querem cortar relações com a Indonésia.
d. A permissão de todos os adultos, homens e mulheres, os estrangeiros não participam no ato de determinação-própria para ser feita em acordo com a prática internacional, quem é residente no momento da assinatura do acordo presente, incluindo aqueles residentes que partiram depois de 1945 e quem voltou ao território para resumir a residência depois do final da administração holandesa.

## Processo
Com o Artigo 17 do acordo de Nova York, o plebiscito não acontecia até um ano depois da chegada do representante das Nações Unidas Fernando Ortiz-Sanz (o embaixador da Bolívia para as Nações Unidas) no território no dia 22 de agosto de 1968.
O acordo de Nova Iorque especificou que todos os homens e mulheres em Papua que não eram estrangeiros, tinham o direito de votar no ato. O General Sarwo Edhi Wibowo decidiu em vez disso, selecionar 1 025 homens e mulheres melanésios de uma população estimada de 800 000, como os representantes da Nova Guiné Ocidental que iam votar, esses foram perguntados para votar a meter as mãos no ar ou ler de textos preparados, em uma apresentação para os observadores das Nações Unidas. Esses acabaram por votar a favor do controlo indonésio. As Nações Unidas tomaram notas dos resultados com a Resolução da Assembleia General 2504. De acordo com Hugh Lunn, um jornalista de Reuters, os homens que foram selecionados para votar foram chantageados para que votassem contra a independência com ameaças de violência contra os seus amigos e família. Cabos diplomáticos contemporários mostraram diplomatas americanos a suspeitar que a indonésia não poderia ter ganho em uma eleição justa, e também suspeitando que os votos não foram implementados livremente, mas os diplomatas viram o evento como uma “conclusão antecedente” e “marginal para os interesses americanos”. Ortiz-Sanz escreveu no seu relatório que “um ato de livre escolha levou lugar de acordo com a prática da Indonésia”, mas sem confirmar se estava em acordo com práticas internacionais como foi requerido na Ato de Livre-escolha.

## Exigência para um novo voto
O “Ato de Livre Escolha” é muitas vezes criticado como o “Ato sem escolha”, e muitos ativistas independentistas protestam continuamente por uma nova eleição que incluí todas as pessoas da nova guiné ocidental. Depois da queda de Suharto em 1998, a celebridade Archbishop Desmond Tutu e alguns parlamentares europeus e americanos pediram ao secretário das Nações Unidas Kofi Annan para rever a posição das Nações Unidas no voto e a validade do ato de livre-escolha. Têm havido várias chamadas para as Nações Unidas fazerem o seu prório referendo, com um eleitorado tão amplo quanto os críticos dizem que o Acordo de Nova York obrigou, mas o Ato de livre-escolha não cumpriu. Aqueles que chamam para uma nova eleição também apontam para a licença de 30 anos que a Indonésia vendeu ao Freeport-McMoRan company (em inglês) para direitos de minagem em 1967, e para a resposta das forças militares da Indonésia pelo referendo de Timor-Leste como suporte para descrédito do Ato de livre-escolha.
Um novo referendo é suportado por muitas organizações internacionais, incluindo a Free West Papua Campaign (em inglês: Campanha de Libertação da Guiné Ocidental) que trabalha com pessoas da Guiné Ocidental para dar a todas as pessoas da Guiné Ocidental com determinação-própria e independência da Indonésia.
A Républica Federal da Guiné Ocidental, formada no dia 19 de outubro de 2011 no Terceiro Congresso Popular da Guiné Ocidental, declarou que o Acordo de Nova York e o Ato de livre-escolha eram nulos e inválidos, e quer o reconhecimento das Nações Unidas como uma nação independente de acordo com leis internacionais e habituais.

## Ver Também
- Disputa por Nova Guiné Ocidental
- Conflito de Papua
- Movimento Papua Livre